# Okres Florești
Florești je okres v Moldavsku. Žije zde okolo 89 000 obyvatel a jeho sídlem je město Florești. Na severu sousedí s Ukrajinou, dále pak s Moldavskými okresy Soroca, Drochia, Telenești, Șoldănești a na východě s Dubăsari.